# Heinkel HD 37
Le Heinkel HD 37 est un avion de chasse conçu en Allemagne à la fin des années 1920, mais produit en URSS pour la Force aérienne soviétique. C'était un biplan compact simple baie avec des ailes échelonnées d'envergure inégale reliées par des entretoises en N. Le pilote était assis dans un poste de pilotage ouvert.

## Conception et développement
Il avait été conçu pour l'armée de l'air clandestine que le Reichswehr entrainait à Lipetsk, mais avait été rejeté par les autorités allemandes, qui ont acheté le Fokker D.XIII à la place.

## Utilisation par l'Armée Rouge
Fortuitement pour Heinkel, l'armée de l'air soviétique connaît une crise d'obsolescence de son principal chasseur, le Polikarpov I-5 et sans remplaçant imminent des fabricants nationaux. Lorsque Heinkel a été approché pour offrir une alternative, l'entreprise a été en mesure d'offrir le HD 37, et les deux prototypes ont été envoyés à Moscou au début 1928. Les vols d'essai ont donné des résultats mitigés. Alors que la conception de base était apparemment saine, les pilotes d'essai soviétiques ont signalé de nombreuses lacunes dans la prise en main, et une longue liste de changements complexes a été présentée à Heinkel. Heinkel a répondu avec le HD 43 (en), et lorsque les mêmes pilotes d'essai soviétiques ont découvert qu'ils l'appréciaient encore moins que le HD 37, l'attention s'est tournée une fois de plus sur la conception précédente à la fin de 1929. Au début de l'année suivante, le gouvernement soviétique a acheté une licence de fabrication du modèle pour les trois prochaines années, payant à Heinkel 150 000 Marks. La fabrication devait être effectuée par TsKB, et on lui a affecté la désignation I-7.
Beaucoup de corrections qui avaient été apportées à la création du HD 43 ont été finalement mises en œuvre dans le I-7, avec d'autres modifications, et au moment où les premiers exemplaires ont volé durant l'été 1931, les résultats des tests de vol ont été positifs. Malgré des difficultés persistantes dans l'approvisionnement en matériaux, 131 exemplaires ont été produits en 1934. La plupart ont servi brièvement dans des unités en Biélorussie, mais, le temps que les derniers exemplaires quittent l'usine, le modèle était déjà obsolète.